# Irlandzkie Bractwo Republikańskie
Irlandzkie Bractwo Republikańskie (irl. Bráithreachas na Poblachta, ang. Irish Republican Brotherhood, IRB) – tajna organizacja irlandzka istniejąca pod koniec XIX i na początku XX wieku, dążąca do wyzwolenia Irlandii spod władzy Wielkiej Brytanii.
Organizację założył w 1858 James Stephens. Współzałożyciel bractwa, John O’Mahony, założył w tym samym roku jego komórkę w USA i w Kanadzie - Fenian Brotherhood, przekształcone w 1867 w Clan na Gael. Z czasem powstały także komórki w Szkocji i w Anglii.
IRB odegrało znaczącą rolę w historii Irlandii w II połowie XIX wieku, organizując na szeroką skalę nowy typ walki o wolność dla Irlandii: akcje agitacyjne, bojkoty ekonomiczne Brytyjczyków, wspieranie irlandzkiej kultury (zwłaszcza propagowanie języka irlandzkiego).
Na początku XX wieku nastąpiły w IRB pierwsze podziały. Młodzi działacze, tacy jak Patrick Pearse czy Éamon de Valera, związani z Irlandzkimi Ochotnikami, rozpoczęli akcje zbrojne przeciw władzy brytyjskiej, co spowodowało konflikty ze starymi działaczami.
W 1919 przywódcą Bractwa został Michael Collins. Po zaakceptowaniu traktatu przez IRB pod przywództwem Collinsa, organizacja straciła na znaczeniu i była postrzegana przez społeczeństwo jako narzędzie w rękach zwolenników Traktatu. W 1924 roku została rozwiązana.

## Przywódcy IRB
- James Stephens (1858-1866)
- Thomas J. Kelly (1866-1867)
- James Francis Xavier O’Brien (1869?-1872?)
- Charles Joseph Kickham (1873-1882)
- John O’Connor (1882?-1891?)
- John O’Leary (1891?-1907)
- Neal O’Boyle (1907-1910)
- John Mulholland (1910-1912)
- Seamus Deakin (1913-1914)
- Denis McCullough (1915-1916)
- Thomas Ashe (1916-1917)
- Seán McGarry (1917-1919)
- Harry Boland (1919-1920)
- Patrick Moylett (1920)
- Michael Collins (1920-1922)
- Richard Mulcahy (1922-1924)